# 15868 Akiyoshidai
15868 Akiyoshidai (1996 OL) là một tiểu hành tinh vành đai chính được phát hiện ngày 16 tháng 7 năm 1996 bởi A. Nakamura ở Kuma Kogen.